# Cantharus (Cristianismo)

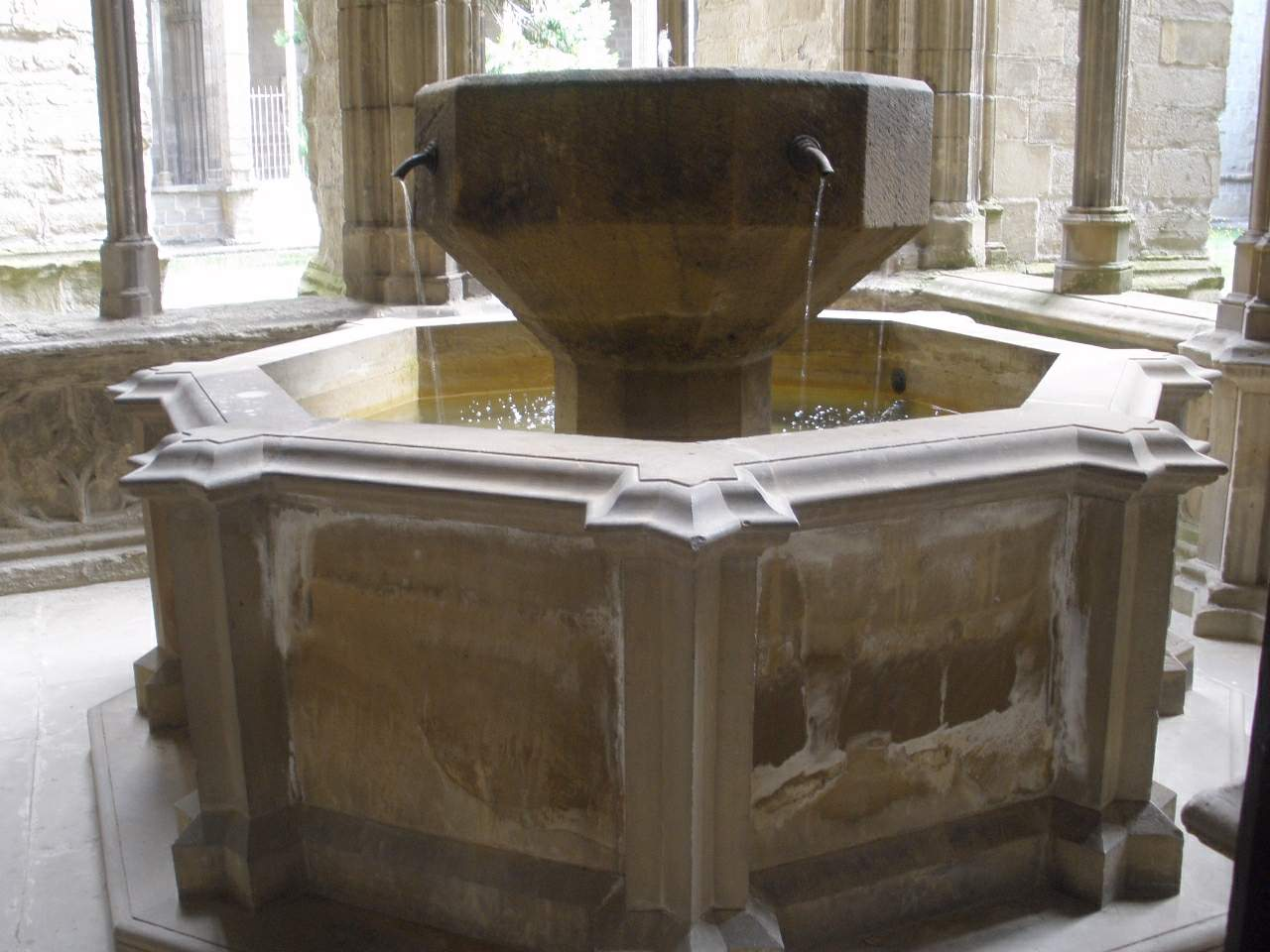
Cantharus de la Catedral de Pamplona en España

Un cantharus, también conocido como phiala, es una fuente utilizada por los cristianos para la ablución antes de ingresar a una iglesia . Estas abluciones implican el lavado de manos, cara y pies. El cantharus se encuentra tradicionalmente en el exonarthex de la iglesia. El agua que vierte un cantharus debe ser agua corriente. La práctica de las abluciones antes de la oración y la adoración en el cristianismo simboliza «la separación de los pecados del espíritu y la entrega al Señor». Eusebio registró esta práctica de los canthari ubicados en los patios de las iglesias, para que los fieles se laven antes de ingresar a una casa de culto cristiana. La práctica tiene su origen en la práctica judía de realizar abluciones antes de entrar en la presencia de Dios (cf. KJV). Aunque los canthari ya no son tan frecuentes en el cristianismo occidental, se encuentran en las iglesias cristianas del este y iglesias cristianas orientales .

## Galería
Cantharus que se encuentran en toda la cristiandad:

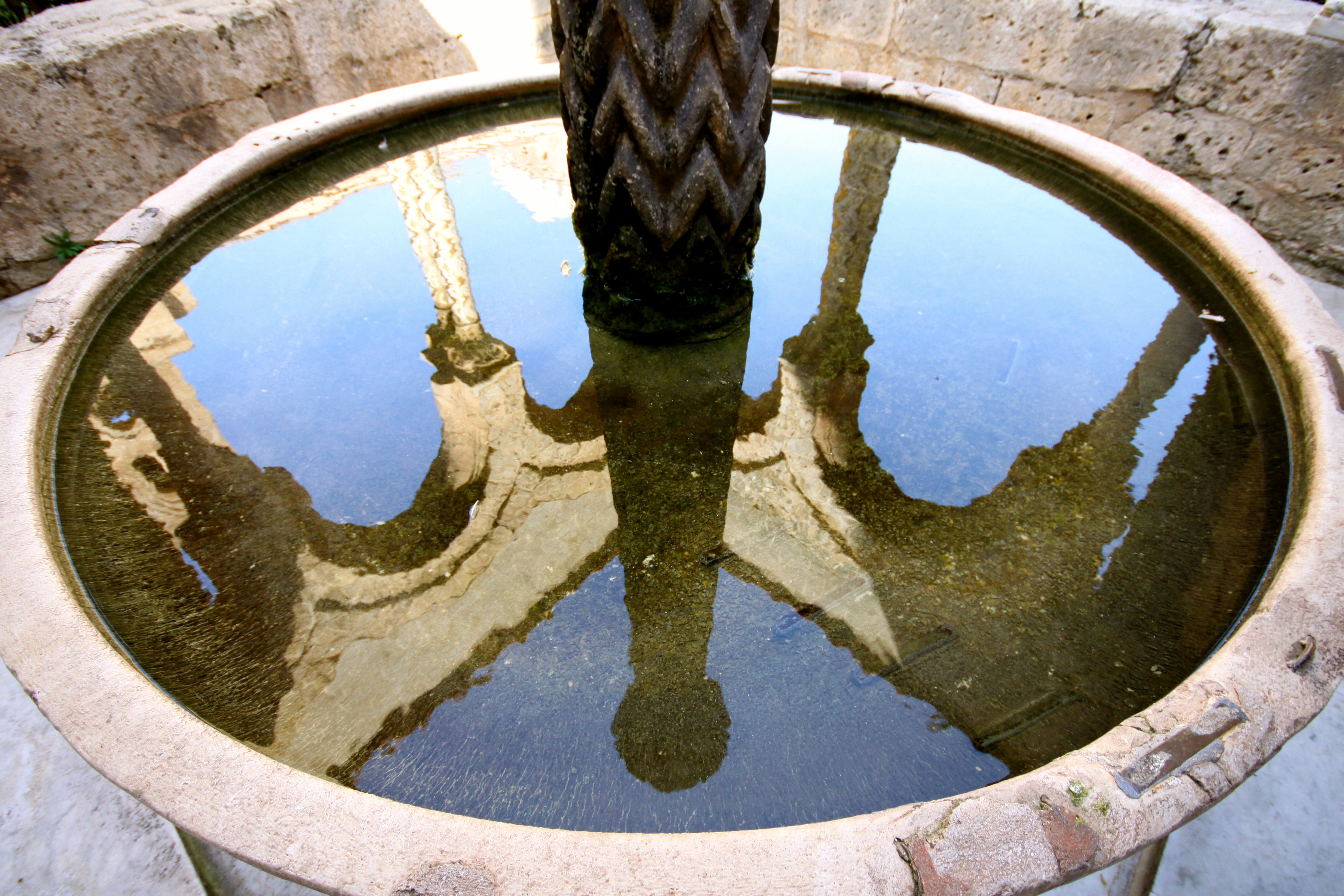
Cantharus de Catedral de Monreale (Italia)
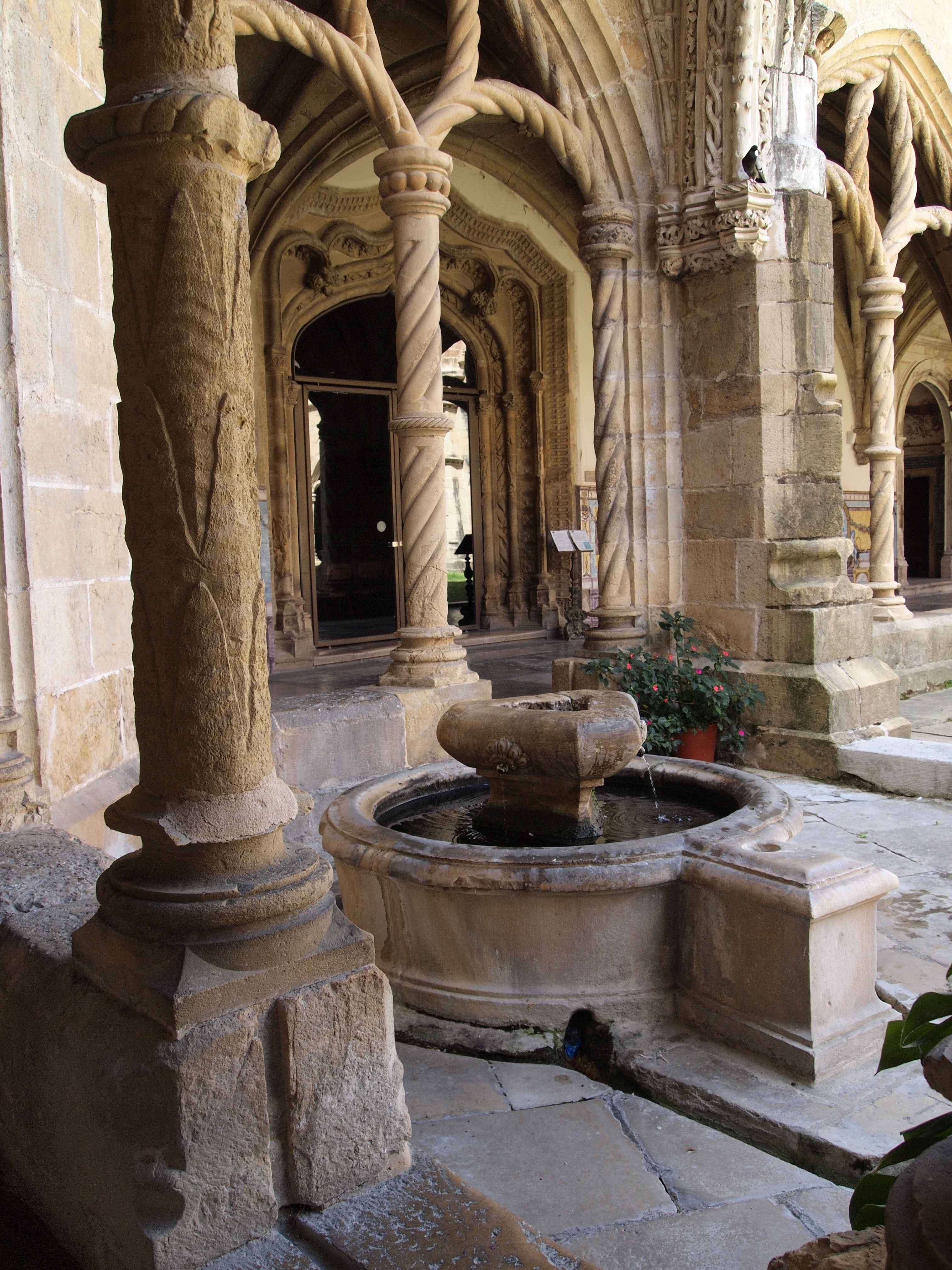
Cantharus en la Catedral Vieja de Coimbra (Portugal)
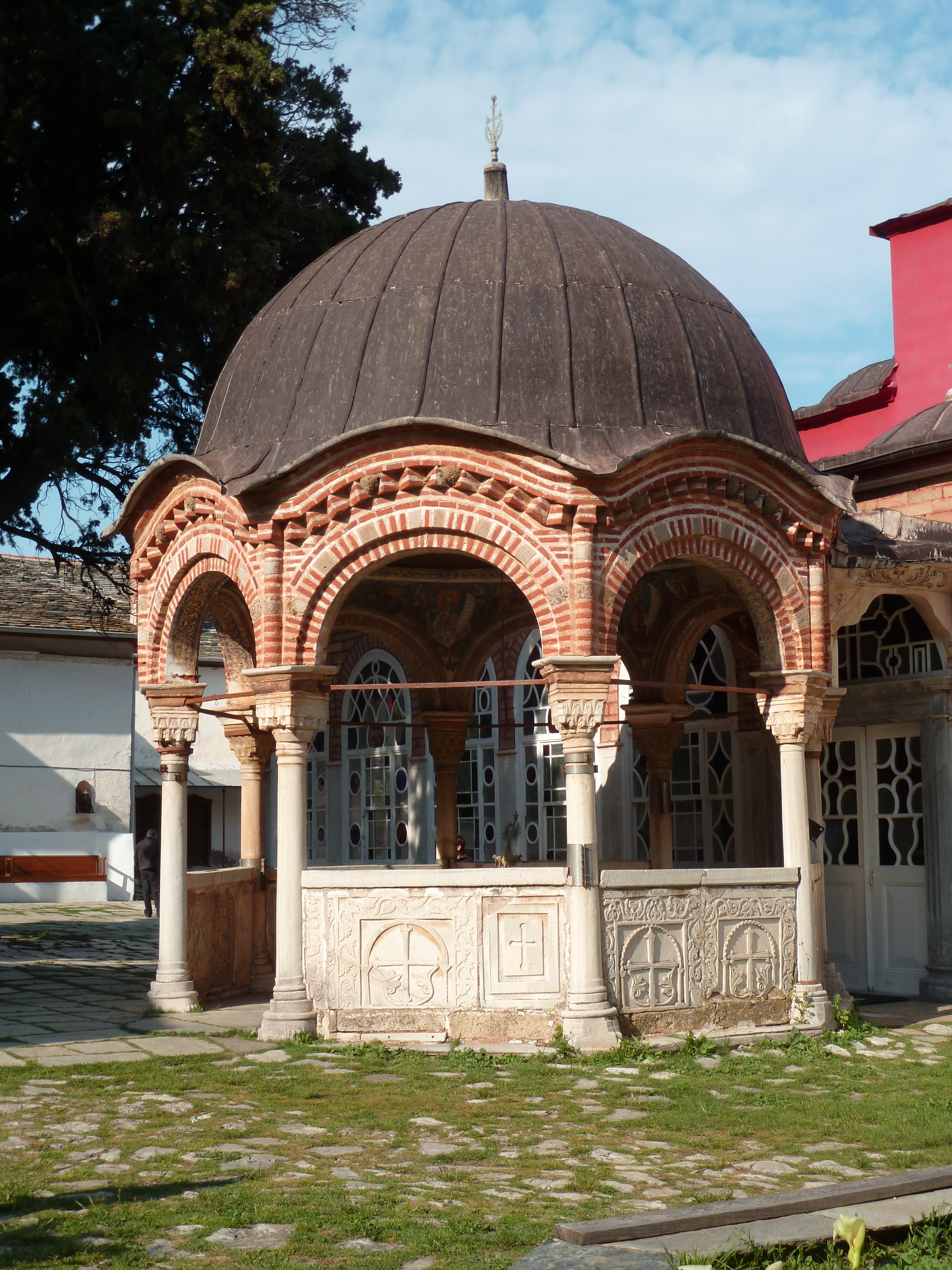
Cantharus en Monasterio de Lavra (Grecia)